# Österreichische Bundesbahnen
Österreichische Bundesbahnen er det statslige jernbaneselskab i Østrig. Selskabet forkortes i daglig tale ÖBB, hvilket også udgør selskabets logo. Fra den 1. januar 2005 blev ÖBB's forretningsområder opdelt i delselskaber under det fælles holdingselskab ÖBB-Holding AG, som den østrigske stat er eneaktionær i. ÖBB fragter passagerer og gods på alle hovedlinjer i Østrig, ligesom driften af den eneste toglinje i Liechtenstein varetages af ÖBB. Endvidere har ÖBB også regionale buslinjer.

## Historie
Umiddelbart efter udråb af den tysk-østrigske republik den 12. november 1918 blev det gamle jernbaneselskab i Østrig-Ungarn kaiserlich-königlichen österreichische Statsbahnen (kkStB) omdøbt til Deutsch-Österreichische Staatsbahnen (DÖStB). Efter Saint-Germain-traktaten ændredes navnet den 21. oktober 1919 til Österreichische Staatseisenbahnen (ÖStB). I 1921 ændredes navnet atter til det endelige Österreichische Bundesbahnen. Navnet blev forkortet BBÖ, da den mest naturlige forkortelse ÖBB blev anvendt af det private schweiziske jernbaneselskab Oensingen-Balsthal-Bahn. På grund af Østrigs nye situation på det politiske landkort i Europa kneb det med at få tilstrækkeligt med kul, som Østrig tidligere hentede inden for rigets grænser i det nuværende Tjekkiet, til drift af damplokomotiverne. Derfor pågyndte ÖBB allerede fra begyndelsen af 1920'erne en omstilling til elektrisk drift på flere strækninger.
Ved Østrigs "anschluss" til Nazi-Tyskland i 1938 overgik BBÖ til Deutsche Reichsbahn. Under 2. verdenskrig blev 41 % af det østrigske jernbanenet ødelagt, og fra 1945 forestod den kæmpe retableringsopgave af de østrigske jernbaner. I 1947 fik selskabet sin nuværende forkortelse ÖBB, og i forbindelse med genopbygningen af nettet blev omstillingen til elektrisk drift intensiveret.
I 1969 blev ÖBB omdannet fra en ministeriel forvaltningsenhed til en statsvirksomhed med fuld støtte fra den østrigske stat. Med henblik på forberedelse på Østrigs indtræden i EU omdannedes ÖBB til en statsligt aktieselskab med staten som eneejer i 1994.
I 2004 fik ÖBB en koncernstruktur, hvor selskabets forskellige forretningsområder udskilles i egne selskaber under et fælles holdingselskab. Staten er fortsat selskabets eneejer.

## Selskabet ÖBB
Den 1. januar 2005 trådte ÖBB's nye struktur i kraft. De enkelte forretningsområder blev udskilt i egne selskaber med det formål at adskille infrastruktur og banedrift, således at ÖBB er rustet til de liberaliserede banemarked i Europa.
ÖBB's målsætning med den nye struktur er at skabe grundlag for flere investeringer i materiel og teknologi gennem mere effektiv drift, og dermed på langt sigt positionere sig som en af Europas bedste jernbaner.
Der er fem selskaber i ÖBB:
- ÖBB-Personenverkehr AG, der er ansvarlig for fjern- og nærtransport af passagerer. Herunder ligger også busselskabet ÖBB-Postbus, der befærder de regionale buslinjer i Østrig
- Rail Cargo Austria AG, der er ansvarlig for gods og logistik
- ÖBB Infrastruktur Betrieb AG, der er ansvarlig for drift og vedligehold af skinnenet og banegårde
- ÖBB Infrastruktur Bau AG, der er ansvarlig for planlægning, projektering og bygning af både infrastruktur og kraftværker. Herunder ligger også selskaberne ÖBB Immobilien GmbH, der er ansvarlig for udleje og salg af ÖBB's bygninger og grunde samt Brenner Eisenbahn GmbH, der er ansvarlig for udbygningen af Brenner-banen.

ÖBB ledes for tiden af Generaldirektør Martin Huber. Bestyrelsesformand er Horst Pöchhacker.

## Trafik
ÖBB har både højre- og venstrekørsel. Det skyldes, at man oprindelig havde venstrekørsel, men i tiden med Deutsche Reichsbahn påbegyndtes en omstilling til højrekørsel ligesom i det øvrige Tyskland. Omstillingen gik imidlertid langsomt, og der køres i dag venstrekørsel på visse strækninger, f.eks. på Semmeringbahn og nordbanen. Alle dobbeltsporede strækninger i Østrig er dog i dag teknisk og signalmæssigt udstyret til både højre- og venstrekørsel.

### Persontogstrafik
ÖBB's persontogstrafik er delt mellem fjern- og reginaltrafikken. På fjerntrafikken kører ÖBB på hovedlinjerne fra Wien og til alle forbundslandenes hovedstæder, ligesom ÖBB også kører toglinjen over Brenner til Italien. Derudover kører ÖBB også en lang række internationale linjer fra Wien til Hamburg, Berlin, München, Zürich/Basel, Budapest, Bratislava, Prag og Ljubljana/Zagreb. Endvidere kører ÖBB to linjer, der har start og slutpunkt udenfor Østrigs grænser: München – Verona og Prag – Ljubljana (via Linz).
På fjerntrafikken bliver ÖBB-togene også trukket af tyske og ungarske lokomotiver, ligesom ÖBB-lokomotiver kører over grænsen til Tyskland og Ungarn.
ÖBB er eneaktør på Liechtensteins samlede 9,5 km. jernbanenet.
Der er fra 1. september 2007 indført rygeforbud i alle ÖBB's tog.

### Godstrafik
ÖBB's godstrafik består både af stykgods, der hentes direkte hos kunden på lastvogne, samt alle former for gods der kan transporteres på jernbanen. Der transporteres dagligt omkring 183.000 tons gods på de østrigske jernbaner. Godsbaneselskabet tilbyder også logistik-totalløsninger for kunderne.

### Bustrafik
Bustrafikken kører med mere end 900 linjer på regionaltrafikken og dækker hele Østrig. ÖBB sidder på 70 % af det regionale busmarked i Østrig og har en andel på på ca. 50 % af den samlede rutebustrafik.

### Skibsfart
Indtil 2006 havde ÖBB ansvar for sejladsen på Bodensee og Wolfgangsee. Disse er dog nu overgivet til lokale driftsselskaber. ÖBB driver dermed ikke mere skibsfart.

## Togarter
ÖBB opererer med syv togarter:
- ÖBB-EC. Består af højklassede vogne og medfører i modsætning til ÖBB-IC spisevogn
- ÖBB-IC. Består af højklassede vogne med servering fra serveringsvogn. Togene kører primært på hovedstrækningen mellem Wien og Salzburg
- EC. Består af ÖBB-standardmateriel eller af vogne fra udenlandske selskaber. Forskellen til ÖBB-EC er vognstandarden
- IC. Består af ÖBB-standardmateriel og adskiller sig fra ÖBB-IC ved vognstandarden
- D. Togarten, der er et hurtigtog, er ved at udgå, men benyttes fortsat på trafikken til Østeuropa eller til særtog
- ICE. Disse tog kører på vestbanen mellem Wien og Innsbruck, Wien og Frankfurt samt Wien og Dortmund. Endvidere køres mellem Innsbruck til Berlin via München og Hannover.
- EN. Dette er nattog, der både kører på indenrigs- og udenrigstrafikken. Vognene er både fra ÖBB og andre lande.
- RJ. Railjet er betegnelsen for ÖBB's højeste service-kategori. Med en maksimal tilladt hastighed på 200 km/t, gælder Railjet som Østrigs højhastighedstog og køres i et mindre samarbejde med de MÁV. Udover at køre mellem flere vigtige byer i Østrig, forbinder togene også destinationer i nabolandene, Schweiz, Liechtenstein, Tyskland og Ungarn.

## Fakta
Nedenfor angives en række nøgletal for ÖBB-koncernen. Alle tal er for 2006.
Koncernen:
- Indtægter: 5.466 mio. Euro
- Investeringer: 2.049,2 mio. Euro
- Medarbejdere: 42.951

Tog:
- El-togsæt: 245
- Diesel-togsæt: 147
- El-lokomotiver: 811
- Diesel-lokomotiver: 435
- Personvogne: 3.016
- Passagerer: 196 mio.

Busser:
- Busser: 2.096
- Passagerer: 247 mio.
- Stoppesteder: ca. 20.000

Gods:
- Årlig fragt: 90 mio. tons

Infrastruktur:
- Samlet net: 5.702 km.
- Kraftværker til togstrøm: 8
- Park & Ride anlæg: 234
- Tunneler: 280
- Broer: 6.495
- Signaler: 53.200
- Bygninger: 6.783

## Ekstern henvisning
- Wikimedia Commons har flere filer relateret til Österreichische Bundesbahnen
- ÖBB's web-side (tysk)
- ÖBB-Postbus' web-side (tysk)
- RailCargoAustrias web-side (tysk)